# Voćarice
Voćarice (Lat. Treron), rod ptica iz porodice golubova koji je opisao Vieillot, 1816. Rodu pripada dvadesetak vrsta od kojih su poznatiji predstavnici afrička voćarica (Treron calva) i žutotrba voćarica (Treron waalia).
Voćarice žive u šumovitim staništima Azije i Afrike. Odlikuju se perjem zelene boje koje dobivaju zbog svoje prehrane biljkama bogatim karotenoidima, zbog čega su vernakularno engleski nazvani 'zeleni golubovi'. Hrane se različitim voćem, orasima i sjemenkama. Vrste se međusobno razlikuju dužinom repova koji mogu biti dugi, srednje dužine ili klinasti.

## Vrste
1. Treron affinis (Jerdon, 1840)
2. Treron apicauda Blyth, 1846
3. Treron aromaticus (Gmelin, 1789)
4. Treron australis (Linnaeus, 1771)
5. Treron axillaris (Bonaparte, 1855)
6. Treron bicinctus (Jerdon, 1840)
7. Treron calvus (Temminck, 1808)
8. Treron capellei (Temminck, 1822)
9. Treron chloropterus Blyth, 1846
10. Treron curvirostra (Gmelin, 1789)
11. Treron floris Wallace, 1864
12. Treron formosae Swinhoe, 1863
13. Treron fulvicollis (Wagler, 1827)
14. Treron griseicauda Bonaparte, 1855
15. Treron griveaudi Benson, 1960
16. Treron olax (Temminck, 1823)
17. Treron oxyurus (Temminck, 1823)
18. Treron pembaensis Pakenham, 1940
19. Treron phayrei (Blyth, 1862)
20. Treron phoenicopterus (Latham, 1790)
21. Treron pompadora (Gmelin, 1789)
22. Treron psittaceus (Temminck, 1808)
23. Treron sanctithomae (Gmelin, 1789)
24. Treron seimundi (Robinson, 1910)
25. Treron sieboldii (Temminck, 1835)
26. Treron sphenurus (Vigors, 1832)
27. Treron teysmannii Schlegel, 1879
28. Treron vernans (Linnaeus, 1771)
29. Treron waalia (F. A. A. Meyer, 1793)

## Vanjske poveznice
|  | Zajednički poslužitelj ima još gradiva o temi Treron |
|  | Wikivrste imaju podatke o taksonu Treron             |